# MK-DOS
MK-DOS (MKDOS) — одна из наиболее распространённых (наряду с ANDOS) операционных систем для персональных компьютеров БК-0010, БК-0010-01, БК-0011 и БК-0011М, написанная Михаилом Королёвым и Дмитрием Бутырским. Разработка системы началась в 1992 году. Последняя версия MK-DOS — 3.17. Как и ANDOS, она обеспечивала функции полной совместимости операционной среды между моделями компьютеров, на которых работала. На БК-0011 и БК-0011М в память загружалась копия ПЗУ БК-0010. Все обращения старых программ к магнитофону перехватывались и направлялись на диск. Операционная система поддерживала до 4-х дисководов и жёсткий диск, который мог быть разбит на большое количество логических разделов, соответствовавших буквам алфавита объёмом до 32 Мб.
Начиная с v3.0 система также поддерживала логические диски, по аналогии с RT-11 — это образ диска, хранящийся в виде обычного файла, с которым можно работать «снаружи» как с файлом, а «внутри» как с обычным диском имеющим размер файла логического диска. При загрузке на БК-0011 или БК-0011М в памяти создавался виртуальный электронный диск. В MK-DOS использовалась широко распространённая в то время среди операционных систем для БК файловая система MicroDOS. Эта файловая система использовала последовательный формат хранения файлов (не поддерживала фрагментацию файлов), как и RT-11, что приводило к необходимости регулярного проведения процедуры сквизирования жёсткого диска (дефрагментации свободной области). В отличие от RT-11 и ранних версий ANDOS, MK-DOS поддерживала подкаталоги. Формат имени файла составлял 14 символов.
В минимальном варианте операционная система занимала 8 Кб в памяти компьютера. Система имела многофункциональную графическую Norton Commander-подобную оболочку MCommander. Вместе с системой поставлялся широкий набор утилит, в частности эмуляторы файловых систем RT-11, FAT12 и CSI-DOS, служившие подгружаемыми модулями для оболочки.